# Pelodryadidae
Pelodryadidae é uma família de anfíbios da ordem Anura, cujas espécies podem ser encontradas de forma nativa na Austrália, na Nova Guiné e nas ilhas próximas. Foram introduzidas em Guam, na Nova Caledônia, na Nova Zelândia e em Vanuatu. Mutas espécies são arborícolas, mas algumas apresentam comportamentos terrestres e até semi-fossoriais, como a Ranoidea alboguttata.
O tamanho de suas espécies é variável, indo dos 18 milímetros da Litoria microbelos até os 135 milímetros da Nyctimystes infrafrenatus. São bem semelhantes com os membros da família Hylidae, possuindo discos adesivos e com a cintura escapular sendo arciferal, porém diferem desta pela não-obrigatoriedade de ter a pupila horizontal. Seus ovos são depositados em corpos d'água, onde os girinos completam a sua metamorfose.

## Taxonomia
Foi descrita em 1858 pelo zoólogo britânico Albert Günther, porém, até 2016, foi tratada como uma subfamília da família Hylidae. Nesse ano, foi feita uma revisão taxonômica pelos pesquisadores William Duelmann, Angela Marion e Blair Hedges, que chegaram a conclusão, a partir de análises genéticas de que ela deveria ser uma família a parte, contendo duas subfamílias e sete espécies Incertae sedis. É tratada como um táxon irmão da Phyllomedusidae.

### Classificação
- Incertae sedis
  - "Litoria" castanea (Steindachner, 1867)
  - "Litoria" jeudii (Werner, 1901)
  - "Litoria" louisiadensis (Tyler, 1968)
  - "Litoria" multicolor Günther, 2004
  - "Litoria" obtusirostris Meyer, 1875
  - "Litoria" richardsi Dennis and Cunningham, 2006
  - "Litoria" vagabunda (Peters and Doria, 1878)

- Litoriinae Dubois and Frétey, 2016
  - Litoria Tschudi, 1838

- Pelodryadinae Günther, 1858
  - Nyctimystes Stejneger, 1916
  - Ranoidea Tschudi, 1838